# Rio Yong (Quancim)

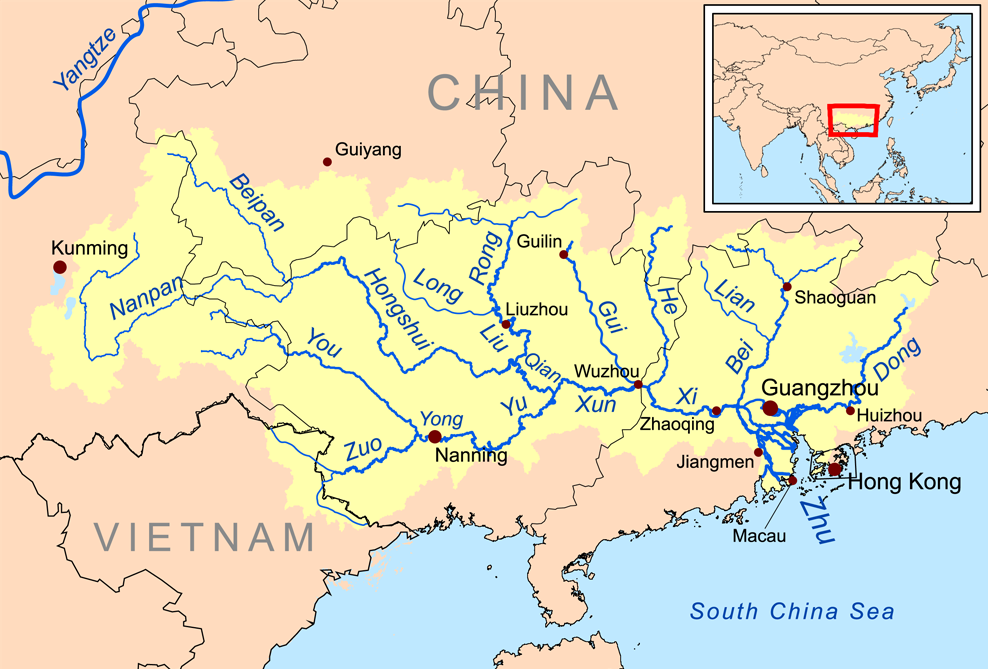
Bacia do Rio das Pérolas

Rio Yong (em chinês: 邕江) é um rio na China, na região autônoma de Quancim.